# (4651) Wongkwancheng
(4651) Wongkwancheng ist ein Asteroid des Hauptgürtels, der am 31. Oktober 1957 am Purple-Mountain-Observatorium in Nanjing entdeckt wurde. 
Er wurde nach Kwan-cheng Wong (1907–1986), Gründer der K. C. Wong Education Foundation, benannt.